# هاشم الحكيم
هاشم الحكيم (1309ه -1374ه)، عالم دين شيعي، ولد ببنت جبيل من قرى جبل عامل في لبنان.

## حياته
درس العلوم الدينية في مسقط رأسه، ثمّ سافر إلى النجف لإكمال دراسته الحوزوية، واستمرّ في دراسته حتّى عُدّ من العلماء، عاد إلى لبنان واستقرّ بها حتّى وافاه الأجل، مشغولاً بالتدريس والتأليف وأداء واجباته الدينية.
من أساتذته: حسين الخليلي، محمّد كاظم اليزدي، عبد الهادي شليلة، أحمد كاشف الغطاء، علي الشيخ باقر الجواهري. أما تلاميذه: فمنهم: ابن أُخته السيد محمّد علي الحكيم، ابن أخيه السيد يوسف الحكيم ولده السيد عبد الصاحب الحكيم.

## حياته الخاصة
له أربعة أبناء: الخطيب العلامة السيد علي الحكيم في جبل عامل (1927-2024)، الأستاذ والشاعر الأديب السيد مهدي الحكيم في جبل عامل (1933-2018)، العلامة الحجة السيد عبد الصاحب الحكيم في النجف الأشرف (1935-2013) السيد عبد الحسين الحكيم توفي في شبابه

## مؤلفاته
- العقد الثمين في المأثور عن سيّد المرسلين.[2]
- منتقى الأخبار
- شذور الجواهر

## وفاته
توفي في 25 فبراير 1955م الموافق 5 رجب 1374هـ ببنت جبيل، ودُفن بجوار قبر خاله الشيخ موسى شرارة في بنت جبيل.

## معرض صور

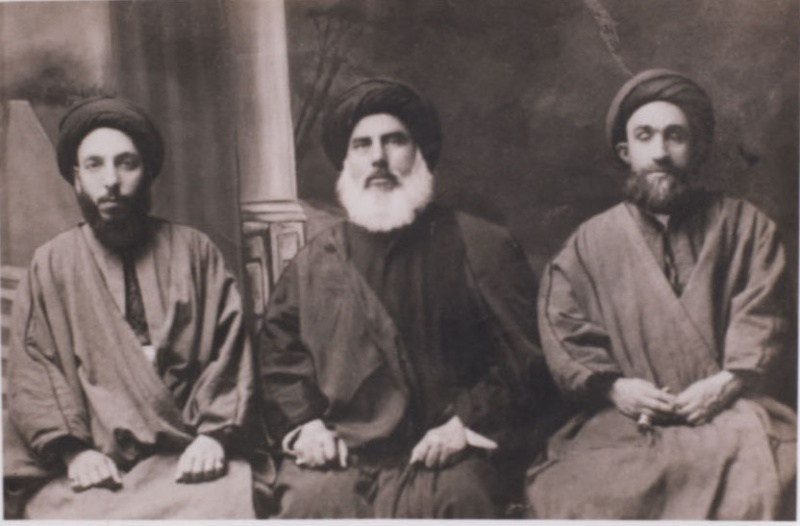
السيد عبد الحسين شرف الدين وعن يساره السيد هاشم الحكيم وعن يمينه السيد محسن الحكيم
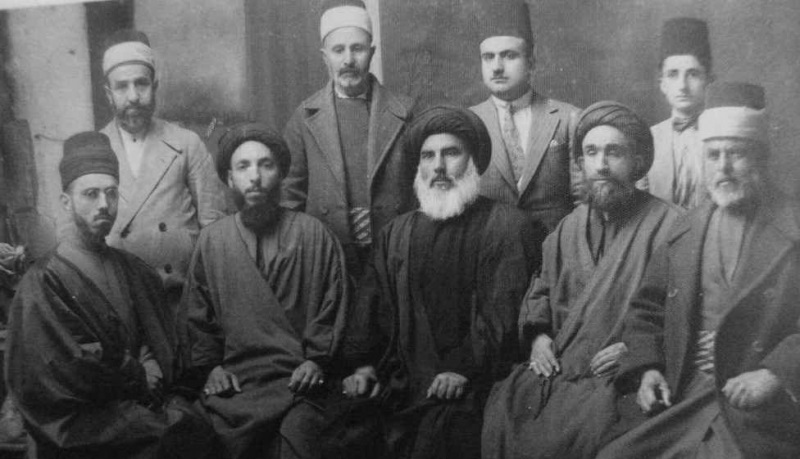
السيد عبد الحسين شرف الدين وعن يساره السيد هاشم الحكيم
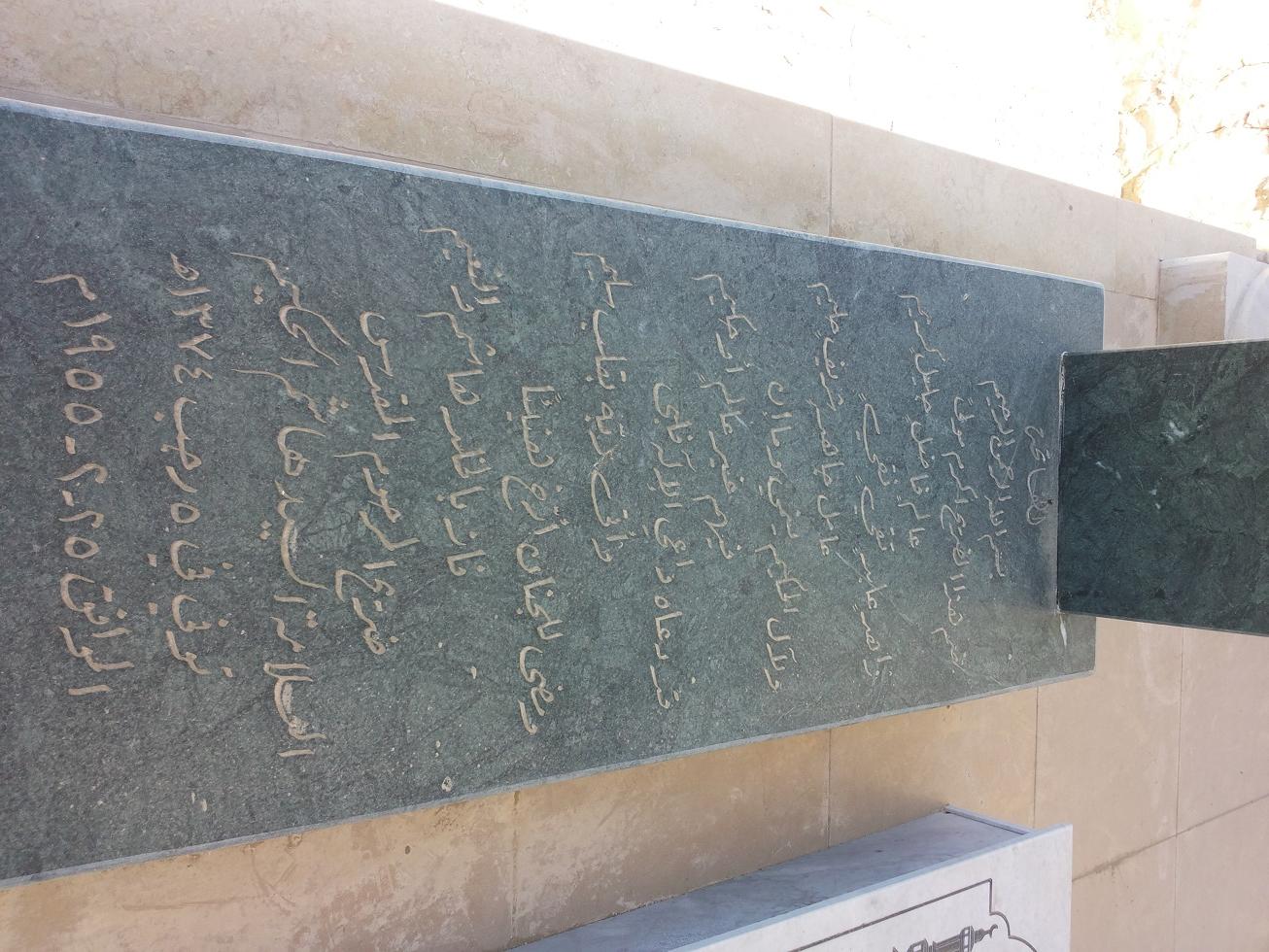
قبر السيد هاشم الحكيم بعد تجديده
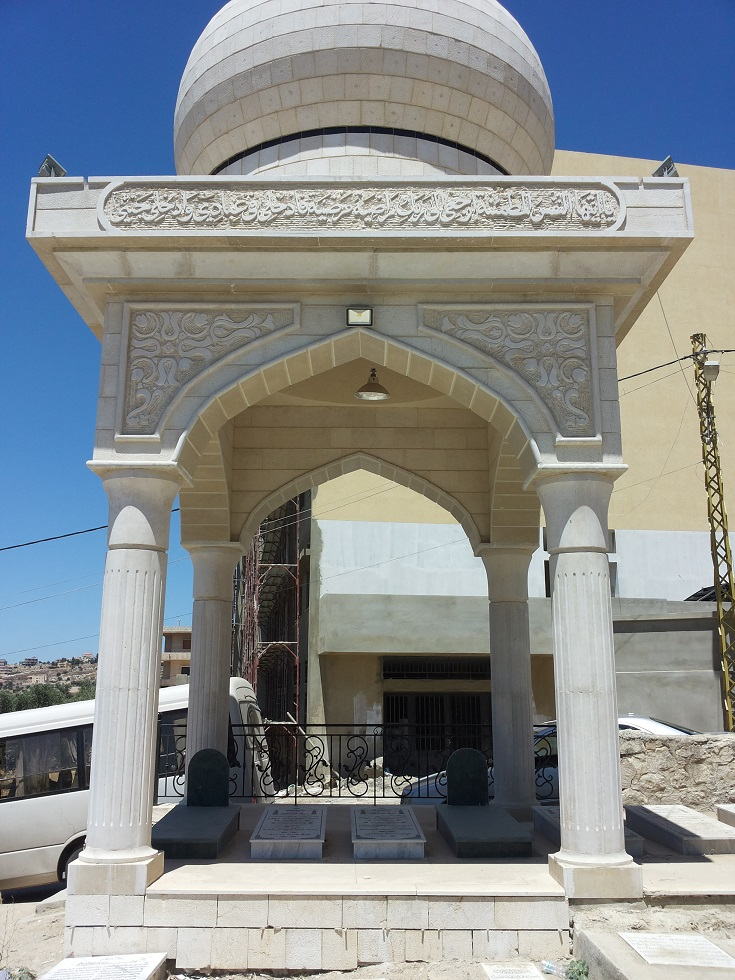
القبة المبنية فوق ضريح السيد هاشم الحكيم